# Radio Studio One
Pour les articles homonymes, voir Studio One (homonymie).
Ne doit pas être confondu avec Radio Studio 1.
 (décembre 2020).
Radio Studio One est une station de radio locale namuroise de genre électronique émettant sur le 107,1 MHz et sur internet.

## Historique
- 1999 : Création de la Webradio, cependant faute de succès, elle ne dura que 3 mois.
- 2009 : Le projet est relancé pour une diffusion en continu en septembre 2010
- 2012 : La radio reçoit l'autorisation du CSA pour émettre sur les ondes FM, le 107,1 MHz.